# Gallinero de Cameros
Gallinero de Cameros és un municipi de la Rioja, a la regió de la Rioja Mitjana, dins la subcomarca de Camero Nuevo.